# Mercedes-Benz C-klass

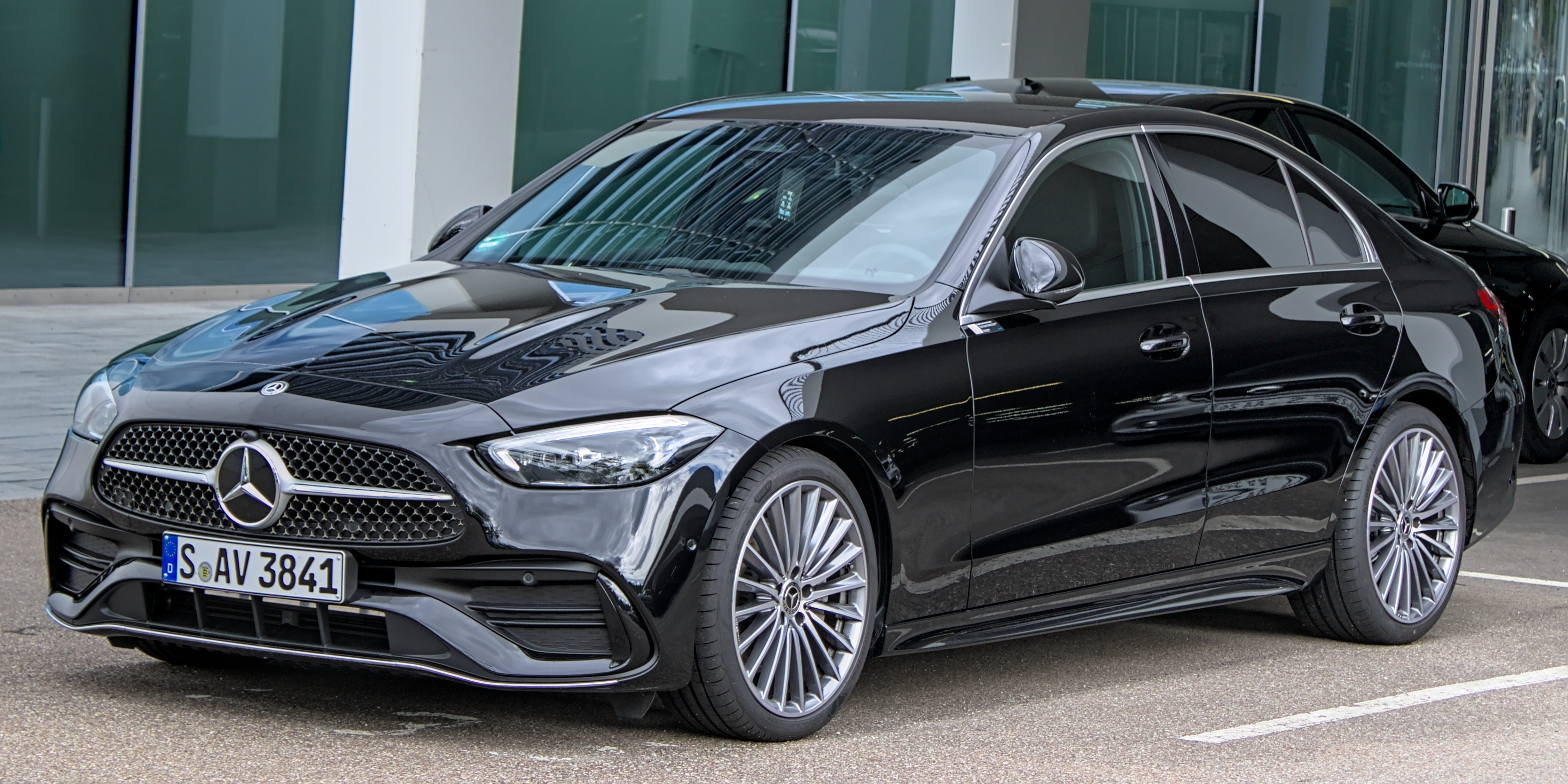
Mercedes-Benz C-klass av senaste generation.

Mercedes-Benz C-klass, personbilsmodell tillverkad av Mercedes-Benz från 1994.
C-klass är Mercedes-Benz bil i mellanklassen. Den finns i Sedan, Sportcoupé och i kombiutförande.
Se även:
- Mercedes-Benz W201
- Mercedes-Benz W202
- Mercedes-Benz W203
- Mercedes-Benz W204
- Mercedes-Benz W205
- Mercedes-Benz W206